# Уаучинанго (муниципалитет)
Уаучинанго (исп. Huauchinango) — муниципалитет в Мексике, штат Пуэбла, с административным центром в одноимённом городе. Численность населения, по данным переписи 2010 года, составила 97 753 человека.

## Общие сведения
Название Huauchinango с языка науатль можно перевести как сплошная стена деревьев.
Площадь муниципалитета равна 250,4 км², что составляет менее 0,73 % от площади штата. Он граничит с другими муниципалитетами Пуэблы: на севере с Тлакуилотепеком и Хикотепеком, на востоке с Хуан-Галиндо, Тлаолой и Чиконкуаутлой, на юге с Сакатланом и Ауасотепеком, на западе с Наупаном, а также с другим штатом Мексики — Идальго.

## Учреждение и состав
Муниципалитет был образован в 1661 году, в его состав входит 71 населённый пункт, самые крупные из которых:
| Код INEGI | Населённый пункт                                       | Численность населения (2005 год) | Численность населения (2010 год) | Фото                                                     |
| 071       | Всего                                                  | 90 846                           | 97 753                           |                                                          |
| 0001      | Уаучинанго (административный центр)                    | 51 898                           | 56 206                           | Здание администрации муниципалитета Вид на долину Наупан |
| 0027      | Тенанго-де-лас-Флорес (исп. Tenango de las Flores)     | 6 936                            | 7 334                            | Здание администрации муниципалитета Вид на долину Наупан |
| 0008      | Лас-Колониас-де-Идальго (исп. Las Colonias de Hidalgo) | 2 910                            | 3 243                            | Здание администрации муниципалитета Вид на долину Наупан |
| 0009      | Куакуила (исп. Cuacuila)                               | 2 855                            | 3 050                            | Здание администрации муниципалитета Вид на долину Наупан |
| 0038      | Хальтепек (исп. Xaltepec)                              | 2 437                            | 2 583                            | Здание администрации муниципалитета Вид на долину Наупан |
| 0022      | Папатласолько (исп. Papatlazolco)                      | 1 946                            | 2 048                            | Здание администрации муниципалитета Вид на долину Наупан |
| 0033      | Тлакомулько (исп. Tlacomulco)                          | 1 718                            | 1 932                            | Здание администрации муниципалитета Вид на долину Наупан |
| 0002      | Ауакатлан (исп. Ahuacatlán)                            | 1 814                            | 1 860                            | Здание администрации муниципалитета Вид на долину Наупан |
| 0014      | Уилакапистла (исп. Huilacapixtla)                      | 1 479                            | 1 580                            | Здание администрации муниципалитета Вид на долину Наупан |
| 0037      | Вента-Гранде (исп. Venta Grande)                       | 1 471                            | 1 528                            | Здание администрации муниципалитета Вид на долину Наупан |
| 0039      | Хилокуаутла (исп. Xilocuautla)                         | 1 307                            | 1 390                            | Здание администрации муниципалитета Вид на долину Наупан |

## Экономическая деятельность
По статистическим данным 2010 года, работоспособное население занято по секторам экономики в следующих пропорциях: сельское хозяйство и скотоводство — 28,9 %, обрабатывающая и производственная промышленность — 19,6 %, сфера услуг и туризма — 49,5 %.

## Инфраструктура
По статистическим данным 2010 года, инфраструктура развита следующим образом:
- электрификация: 98,1 %;
- водоснабжение: 81,8 %;
- водоотведение: 76 %.

## Туризм
Основные места, привлекающие туристов:
- Архитектурные: церковь Успения, выделяющаяся своим огромным куполом; церковь Девы Марии Гваделупской и церковь Святого Погребения, построенные в колониальный период.
- Исторические: памятники генералу Ласаро Карденасу, Хосе Сантосу Дегольядо, Рафаэлю Кравиото Пачеко и Бенито Хуаресу.
- Природные: прекрасные виды долины Наупан, а также водохранилище плотины Некаха.

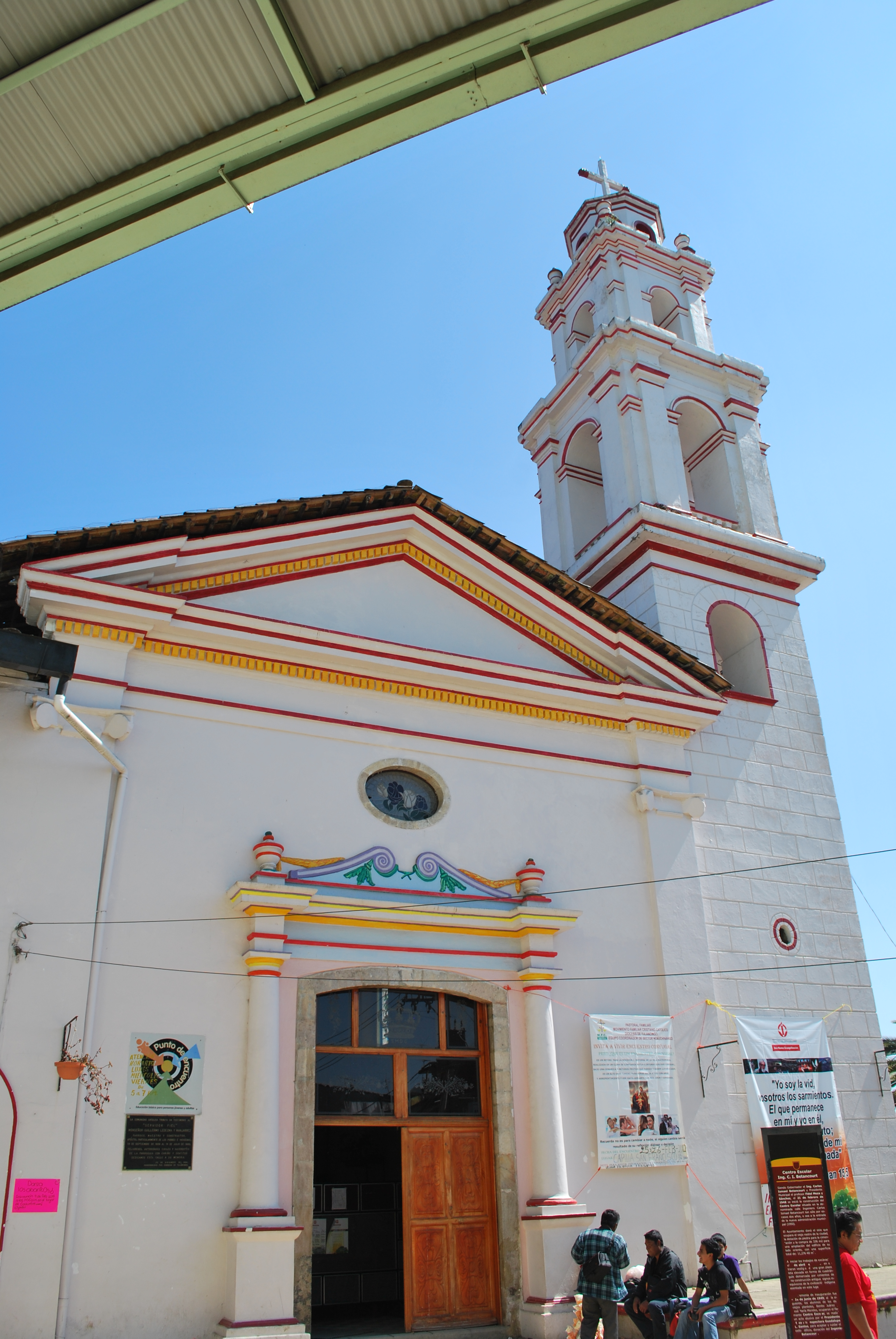
Церковь Девы Марии Гваделупской

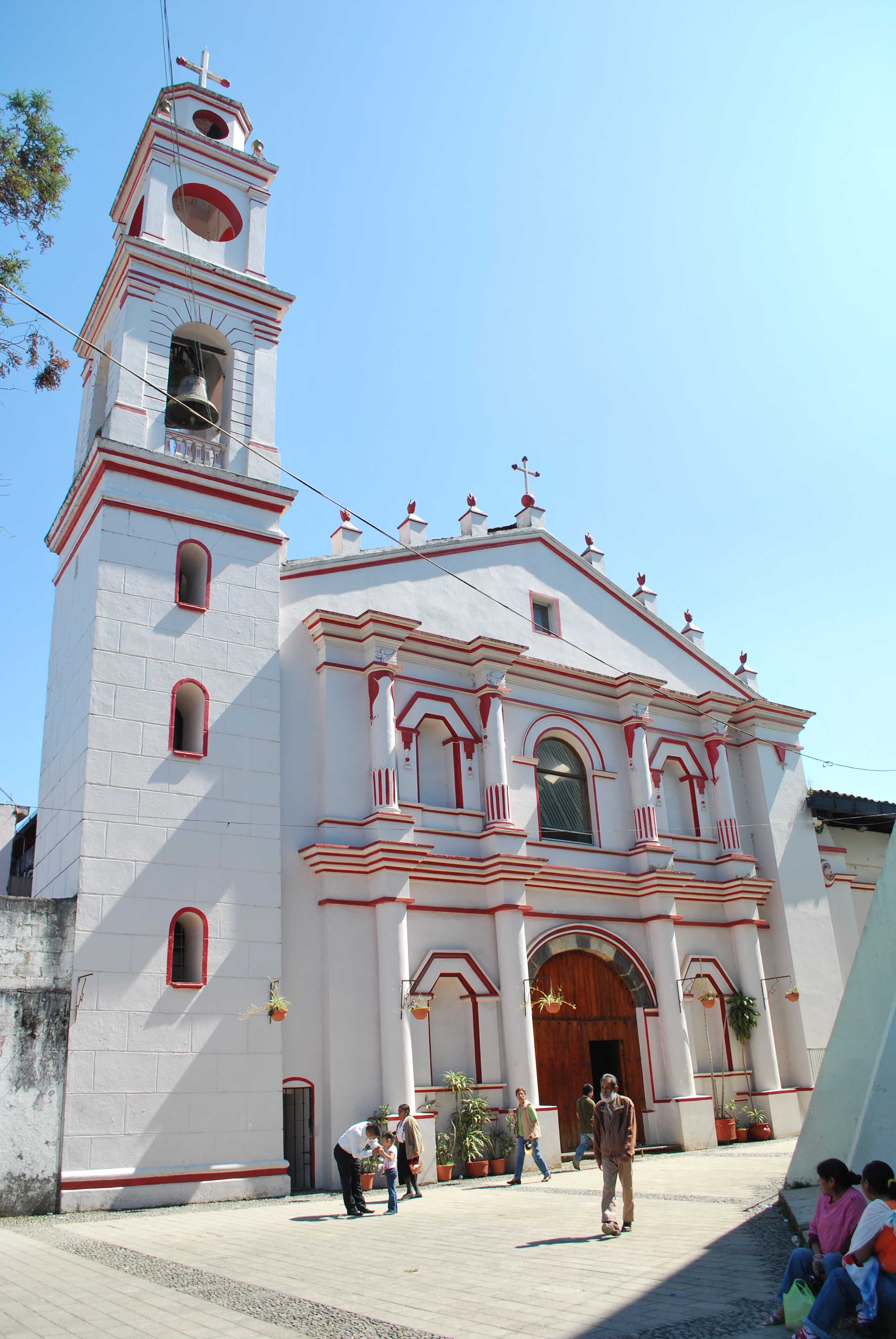
Церковь Святого Погребения